# Senyal de la Generalitat de Catalunya
El senyal actual de la Generalitat de Catalunya és el símbol que representa les institucions de la Generalitat de Catalunya i els organismes que en depenen.
Està format per un oval que porta inscrits pals vermells sobre fons groc o or, emmarcat per rams de fulles de llorer.
L'escut de la Diputació del General havia estat la creu de Sant Jordi. El Senyal de la Generalitat correspon al dibuix que l'arquitecte Bartomeu Llongueras va fer amb motiu del concurs convocat a aquest efecte l'any 1931. Tot i no ser l'obra guanyadora, va tenir una gran acceptació i sembla que era el senyal preferit del 1932, el qual ha tingut la màxima divulgació fins als nostres dies. El premi oficial va ésser atribuït a Joaquim Navàs, però la veritat és que fou poc usat.
Es va tornar a oficialitzar el 2 d'abril del 1981 amb algunes simplificacions que estalviaven les confusions per posar el símbol cap per avall. A més, excepte algunes situacions molt concretes, se sol fer servir una varietat del símbol bicolor (gules i plata) enlloc de la tricolor.
Cal no confondre'l amb l'escut de Catalunya.